# Molekulsko kloniranje
Molekulsko kloniranje je skup eksperimentalnih metoda molekularne biologije koji ise koriste za formiranje molekula rekombinantne DNK i za usmeravanje njene replikacije unutar organizma domaćina. Reč kloniranje se koristi jer metod vrši replikaciju jednog molekula DNK počevši od jedne ćelije i generiše veliku popolaciju ćelija koje sadrže identične DNK molekule. Molekularno kloniranje generalno koristi DNK sekvence dva različita organizma: vrste koja je izvor DNK koja se klonira i vrste koja služi kao živi domaćin za replikaciju rekombinantne DNK. Metodi molekularnog kloniranja su centralni za mnoge savremene oblasti biologije i medicine.
U konvencionalnom eksperimentu molekulskog kloniranja, DNK koja se klonira se dobija iz željenog organizma, i zatim se tretira sa enzimima u epruveti da bi se formirali manji fragmenti. Naknadno se ti fragmenti kombinuju sa DNK vektorom da bi se formirali rekombinantni DNK molekuli. Oni se zatim uvode u organizam domaćina (tipično u benignu laboratorijsku vrstu bakterije E. coli koja se lako uzgaja). Generiše se populacija organizama u kojima su rekombinantni DNK molekuli umnoženi zajedno sa DNK domaćina. Pošto oni sadrže strane DNK fragmente, oni su transgenički ili genetički modifikovani mikroorganizmi (GMO). Ovaj proces koristi činjenicu da bakterijska ćelija može koristiti za replikaciju rekombinantnog DNK molekula.

## Literatura
- Patten, Cheryl L.; Glick, Bernard R.; Pasternak, Jack (2009). Molecular Biotechnology: Principles and Applications of Recombinant DNA. Washington, D.C: ASM Press. ISBN 978-1-55581-498-4.
- Brown, Terry (2006). Gene cloning and DNA analysis: an introduction. Cambridge, MA: Blackwell Pub. ISBN 978-1-4051-1121-8.
- Watson, James D. (2007). Recombinant DNA: genes and genomes: a short course. San Francisco: W.H. Freeman. ISBN 978-0-7167-2866-5.